# Deivision Nascimento Vagner
Deivision Nascimento Vagner (Vila Velha, 10 januari 1979) is een voormalig Braziliaans voetballer die als aanvaller onder de naam Caniggia (in Nederland abusievelijk als Canigia geschreven) of Caniggia Capixaba (toevoeging plaatsnaam om verwarring met andere spelers te voorkomen) speelde.
Caniggia begon bij Desportiva Ferroviária waarmee hij in 1998 de kwartfinale om de Copa São Paulo voor junioren bereikte. Hierna werd hij samen met ploeggenoot Alair Cruz Vicente gecontracteerd door AZ waar hij in het beloftenteam kwam. Op 13 december van dat jaar debuteerde hij in de thuiswedstrijd tegen FC Utrecht als invaller voor Max Huiberts. In het seizoen 2000/01 werd hij verhuurd aan Telstar. Tot medio 2004 kwam Caniggia tot 18 competitiewedstrijden uit voor AZ waarna hij in december van dat jaar overstapte naar Hoofdklasser ADO'20. In het seizoen 2005/06 begon hij bij AFC '34. Begin 2006 was hij niet succesvol op stage bij Vitória FC in zijn geboorteland. Ook een proefperiode bij Rio Branco AC leverde geen contract op. In 2007 speelde hij voor Jaguaré. Hierna vond hij geen nieuwe club. In 2011 maakte hij zijn rentree voor Desportiva Ferroviária voor het toernooi om de Copa Espírito Santo.